# Koronacja papieska

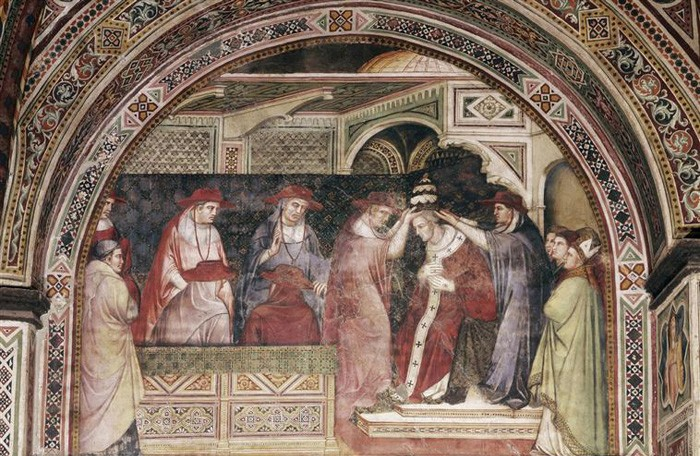
Spinello Aretino, Koronacja papieża Aleksandra III, fresk, XIV w.

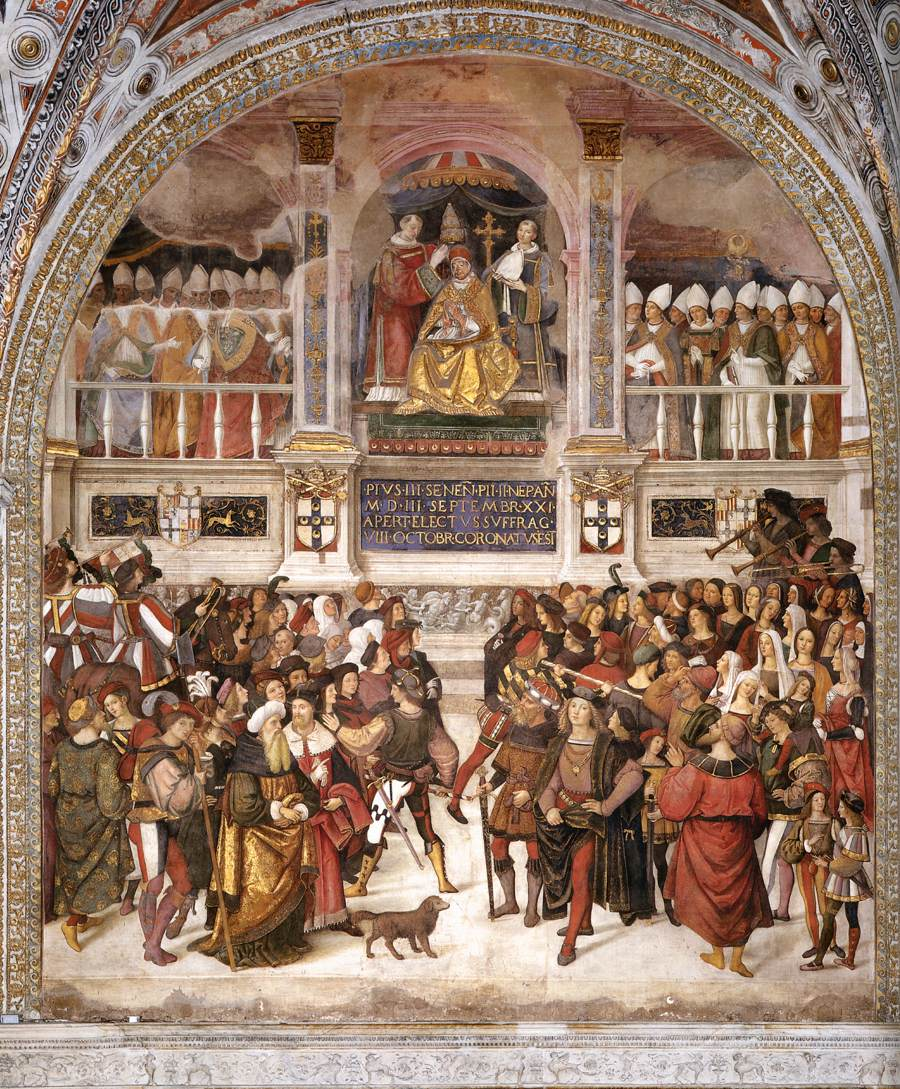
Pinturicchio, Koronacja papieża Piusa III, fresk w katedrze w Sienie, 1509

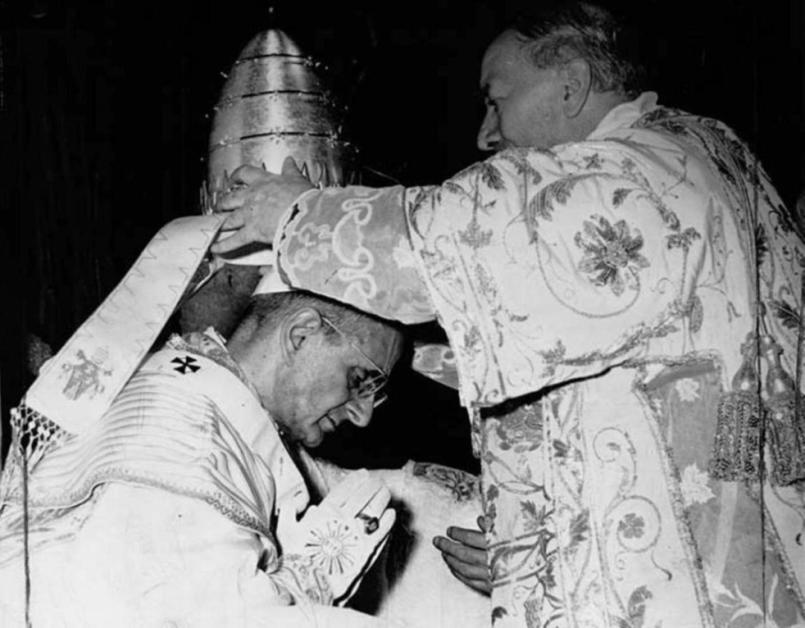
Koronacja Pawła VI, ostatnia koronacja papieska

Koronacja papieska – dawna uroczysta ceremonia inauguracji każdego nowego pontyfikatu papieża, podczas której na głowę nakładano mu potrójną koronę papieską – tiarę. Pierwsza potwierdzona koronacja odbyła się za Mikołaja I w 858 r., a ostatnia 30 czerwca 1963 r. dokonana przez kardynała Alfredo Ottaviani. Była to inauguracja papieża Pawła VI. Od czasu jego następcy ma miejsce jedynie msza inauguracyjna, podczas której nakładany jest paliusz oraz pierścień rybaka. Koronacja została ostatecznie zniesiona na mocy konstytucji apostolskiej Universi Dominici gregis z 1996.
Koronacje miały miejsce początkowo w bazylice św. Jana na Lateranie, a po okresie niewoli awiniońskiej zazwyczaj w bazylice św. Piotra.

## Intromisja
Ceremonia koronacji poprzedzona była procesją, która zatrzymywała się trzykrotnie. W czasie każdego z tych postojów następował obrzęd intromisji (po raz pierwszy w 1409), podczas którego mistrz ceremonii zapalał przed siedzącym na lektyce papieżem, zawieszony na długim metalowym pręcie pęk konopi i wypowiadał po wypaleniu się całego, tradycyjne słowa przestrogi: 

Sancte Pater, sic transit gloria mundi

Co po polsku znaczy: 

Ojcze Święty, tak przemija chwała tego świata

Celem słów adresowanych do papieża było przypomnienie mu kruchości ludzkiego życia oraz o przejściowym charakterze ziemskich zaszczytów i dóbr materialnych.

## Msza i koronacja
Następnie odbywała się solenna msza koronacyjna. W jej trakcie dziekan kolegium kardynalskiego na ramiona papieża nakładał paliusz, a epistołę i ewangelię śpiewano po dwa razy: w języku greckim i łacińskim. Po mszy miał miejsce właściwy obrzęd koronacji, podczas której papież siedział na tronie, a kardynał protodiakon, po zdjęciu papieskiej infuły, nakładał na jego głowę diadem (tiarę) ze słowami: 

Accipe tiaram tribus Coronis ornatam, et scias te esse patrem principum et regum, rectorem orbis in terra vicarium Salvatoris nostri Jesu Christi, cui est honor et gloria in saecula saeculorum

Co po polsku znaczy:

Przyjmij tę tiarę ozdobioną trzema koronami i wiedz, że tyś Ojcem książąt i królów, władcą świata, Wikariuszem naszego Zbawiciela Jezusa Chrystusa którego jest cześć i chwała na wieki wieków

Po koronacji papież udzielał uroczystego papieskiego błogosławieństwa Urbi et Orbi.